# Татлембетово
Татлембе́тово (рос. Татлембетово, башк. Тәтлембәт) — присілок у складі Учалинського району Башкортостану, Росія.
Населення — 22 особи (2010; 31 в 2002).
Національний склад:
- башкири — 100%